# Имджинган
Имджинган (кор. 림진강 [в КНДР], 임진강 [в Южной Корее]) — река в КНДР и Республике Корее (пересекает демилитаризованную зону). Седьмая по длине река на всём Корейском полуострове. Длина реки — 273,5 км. Площадь водосборного бассейна — 8138,90 км².

## Общие сведения
Течёт с севера на юг, впадая в реку Ханган ниже Сеула, недалеко от Жёлтого моря. Во время сезона дождей в июле и августе увеличение стока в совокупности с каменистыми берегами делает реку бурным потоком. Часты наводнения. Зимой на реке образуется тонкий лёд. В нижнем течении морские приливы периодически взламывают и переносят его.
Наводнение на реке, вызванное не объявленным заранее сбросом воды с плотин в КНДР и вызвавшее жертвы в Южной Корее становилось предметом межкорейских переговоров в Кэсоне. Имджинган — одна из всего трёх рек Южной Кореи, в которых обитает редкая рыба Hemibarbus mylodon, являющаяся в корейской культуре символом родительства.

## История

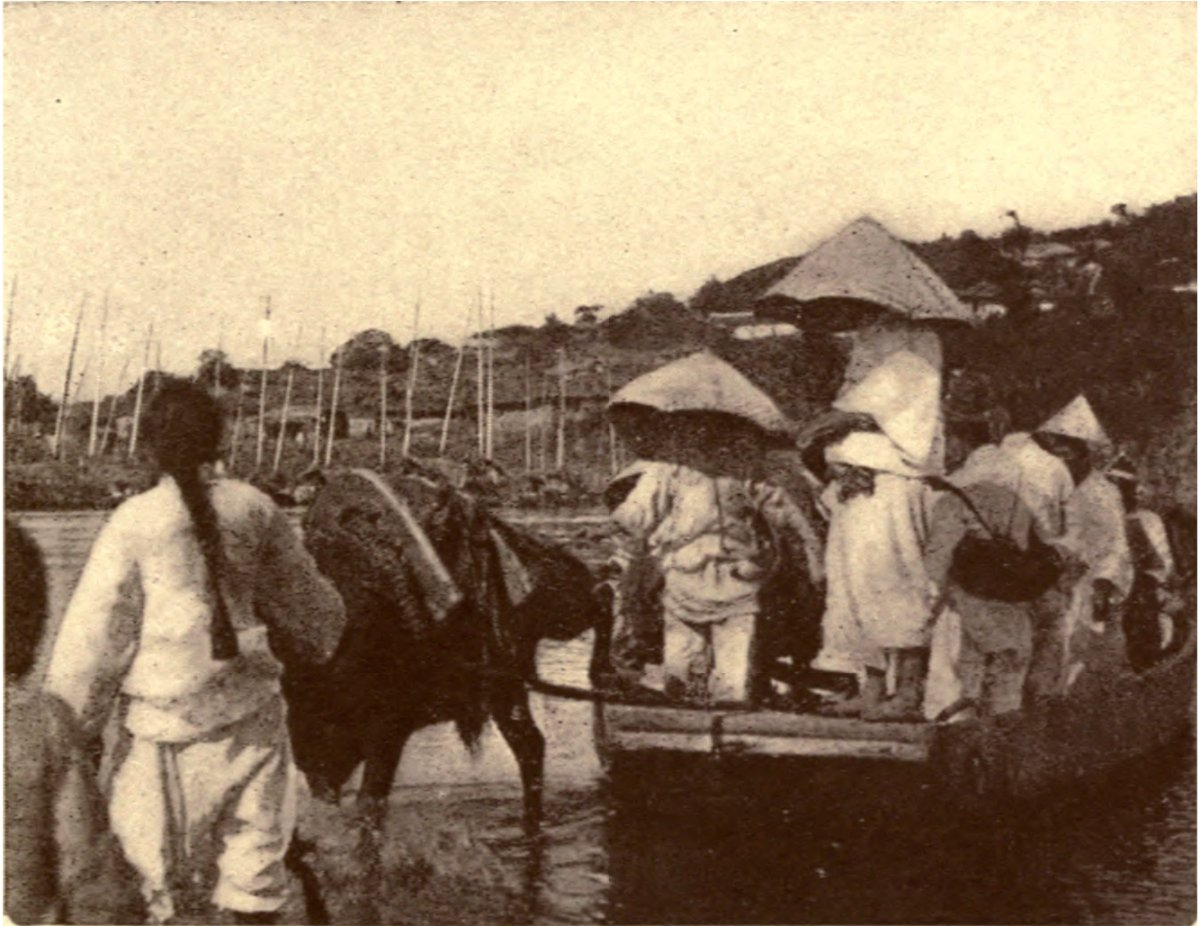
Паром через реку Имджинган в 1889

На реке дважды происходили крупные сражения — в 1592 году и во время Корейской войны. В 1990-е годы, во время голода в КНДР, река часто переносила на юг трупы погибших, отчего в Южной Корее её прозвали «рекой мёртвых».

## В культуре
Упоминается в популярном романе «MASH — a novel about three army doctors».